# Habrotrocha scepanotrochoides
Habrotrocha scepanotrochoides är en hjuldjursart som beskrevs av De Koning 1947. Habrotrocha scepanotrochoides ingår i släktet Habrotrocha och familjen Habrotrochidae. Inga underarter finns listade i Catalogue of Life.